# Calambur
El calambur es un recurso fonético, basado en la homonimia, en la paronimia o en la polisemia. Consiste en modificar el significado de una palabra o frase agrupando de distinta forma sus sílabas.

## Origen
Según la mayoría de los autores, el padre de este artificio lingüístico es Georges de Bièvre, quien al parecer comenzó a explotar la hilaridad que en la corte de Luis XVI provocaban los continuos equívocos protagonizados por el conde de Kalemburg, embajador de Westfalia, debido a su escaso dominio de la lengua francesa.  Otros estudios lo hacen proceder del francés calembour (de calembourg, y este, de Kahlenberg, pueblo cuyo párroco hacia 1300 fue célebre por sus juegos de palabras). Para 1777 la l'Encyclopédie recoge que su uso escrito se remonta a 1630 cuando Devaux dos Caros (pseudónimo, no comprobado, utilizado por Adrien de Lasseran de Massencome de Monluc) escribió la historia "de sus migas de pan". En todo caso el idioma francés se presta para estos artilugios lingüísticos debido a su alfabeto de 42 letras y particular pronunciación.
No obstante, hay quienes postulan que el término calambur proviene del árabe kalembusu (palabra equívoca), o del italiano calamo burlare (burlarse con la pluma).

## Ejemplos

### Atribuidos (sin confirmar) a Francisco de Quevedo
El calambur más famoso de la historia de la lengua española se atribuye a Francisco de Quevedo, quien llamó "coja" a la reina doña Isabel de Borbón (coja realmente y a la que le enojaba mucho toda mofa hacia su discapacidad), primera esposa de Felipe IV de España, tras apostar el pago de una cena con sus colegas a que el propio Quevedo tenía el valor de decirle dicho insulto a la cara.
Compró Quevedo dos ramos de flores, uno de claveles blancos y otro de rosas rojas, y se presentó ante la reina en la plaza pública en la que esta se encontraba. Con una cortés reverencia, Quevedo extendió los brazos ofreciéndole a la reina, Isabel de Borbón, los dos ramos de flores, uno sujeto en cada mano. A continuación Quevedo recitó a la reina los dos versos que harían que sus amigos le pagasen la cena de la apuesta. Y dijo así:

Entre el clavel blanco y la rosa roja, su majestad escoja. / Entre el clavel blanco y la rosa roja, su majestad es coja.

Otro calambur de Quevedo se encuentra en un poema suyo, narrando la boda de unos esclavos:

Ella esclava y él esclavo que quiere hincársele en medio. / Ella esclava y él es clavo que quiere hincársele en medio.

### Campaña publicitaria de Telemadrid
Un famoso ejemplo, este más moderno, es el de una campaña publicitaria (que salió en abril de 2007) de Telemadrid, cadena televisiva pública de la Comunidad de Madrid. El lema fue ideado por la agencia Publicis, concretamente por la publicista Blanca Gomará. Oficialmente el calambur no se hizo con tendenciosidad, sino que fue fruto de una coincidencia; sin embargo, muchos aseguran que realmente el lema tuvo el fin de transmitir un mensaje oculto que expresara una queja a Esperanza Aguirre (presidenta de la Comunidad de Madrid) por unas supuestas intervenciones partidistas en Telemadrid. Dicho lema era repetido por varios periodistas de la cadena mientras sujetaban un espejo, en la publicidad de dicha cadena y también en la vía y el transporte público. Tras percatarse del mensaje oculto en el lema, la campaña fue inmediatamente retirada. El lema era el siguiente:

Telemadrid, espejo de lo que somos. / Telemadrid, "Espe" jode lo que somos.

### Gomaespuma
También puede encontrarse una instrumentalización de calambur en el uso que de este hacían Juan Luis Cano y Guillermo Fesser, componentes del dúo Gomaespuma. En los numerosos sketches radiofónicos que improvisaban en las diferentes etapas del programa que recibía el mismo nombre, bautizaban a sus personajes con combinaciones de nombres y apellidos que resultaban como mínimo simpáticos en su significado alternativo. Algunos de estos personajes eran: Elena Nito del Bosque, Felipe Lotas, Chema Pamundi, Luis Ricardo Borriquero, Felipe Luquín, Francisco Rupto, Josechu Letón, Aitor Tilla, Diego Norrea o Carmelo Cotón. Este tipo de nombres también son frecuentemente usados por Francisco Ibáñez en sus viñetas de Mortadelo y Filemón, denominando a diversos establecimientos Banco Riendo («van corriendo») o Estanco Jeando («están cojeando»).

### Los Simpson
En el mismo sentido que los anteriores, la serie televisiva Los Simpson utilizó -sobre todo en sus primeras temporadas- este recurso cómico. Era frecuente ver a Bart Simpson gastar bromas telefónicas a Moe Szyslak (propietario de la taberna homónima Moe's), preguntando por una persona ficticia cuyo nombre enmascaraba un soez calambur. La burla no era detectada por Moe hasta que no formulaba el nombre en alto, teniendo que aguantar las risas de los tertulianos del bar que observaban cómo Moe había caído otra vez en la broma. Un ejemplo es:
Moe: ¡Taberna de Moe!
Bart: ¿Está Empel?
Moe: ¿Quién?
Bart: De apellido Otas.

Moe: Un momento, voy a ver. (llamando) Empel Otas, que se ponga al teléfono Empel Otas.

### En el Martín Fierro
El escritor José Hernández utiliza este recurso en el séptimo canto de su poema narrativo El Gaucho Martín Fierro en el que el personaje principal llama "vaca" a una muchacha que entraba al baile. 

Al ver llegar la morena/Que no hacía caso de naides/Le dije con la mamúa:/—«Va... ca... yendo gente al baile.»

El autor vuelve a utilizar el calambur en este mismo canto pero esta vez dirigido al hombre que la acompaña, al que trata de "porrudo" (de pelo abundante y desordenado).

Lo conocí retobao/Me acerqué y le dije presto;/«Po... r... rudo que un hombre sea/«Nunca se enoja por esto.»

### En México
El actor mexicano Gerardo Gallardo hizo famoso su personaje Chef Ornica ("fornica"), que "recetaba" albures y bromas.

### En Venezuela
Jaime Ballestas, abogado, escritor, humorista y fotógrafo, autor de novelas y libros de relatos en los que el humor es un elemento central, como El caso de la araña de cinco patas, El hombre más malo del mundo o El jardín de los inventos, usa un célebre seudónimo que consiste en un calambur:

Otrova Gomas / Otro vago más.

### Más ejemplos
- Si yo lo quito, ella lo caza. / Si yo loquito, ella locaza.
- diamante falso. / Di amante falso.
- Yo loco, loco, y ella loquita. / Yo lo coloco y ella lo quita.
- ¡Ave!, César de Roma. / A veces arde Roma.
- Takeshi Kitano. / ¡Takeshi! Quita ¿no?. / Ta (como nombre), que chiquita, ¿no?.
- Miguel Induráin. / Miguelín Duráin.
- Ace Ventura. / ¡Eh!, ¿Is Ventura?.
- Mi madre estaba riendo. / Mi madre está barriendo.
- El Conde Escoto, ni es Conde, ni Escoto. / El Conde Escoto ni esconde, ni es coto.
- Alberto Carlos Bustos. / Al ver tocar los bustos.
- Armando Esteban Quito. / Armando este banquito (tal vez el calambur más famoso en Argentina).
- Benito Cámela. / Vení, tocámela (también famoso en Argentina).
- Serapio Joso. / Será piojoso.
- El Comandante. / El coma andante.
- Mi Comandante. / Mico mandante.
- ¿Por qué lavó la rueda? / ¿Por qué la bola rueda?
- El militante del IRA. / El militante delira.
- No le tiene miedo. / Nole tiene miedo (lo dijo un comentarista en la final de Wimbledon entre Andy Murray y Nole Djokovic).
- Perón incrementa la producción y evita la prostitución. / Perón incrementa la producción y Evita la prostitución (pancarta colocada por los contrarios a Perón durante su gobierno).
- Alex Tintor. / Al extintor.
- El pan está hablando. / El pan está blando.
- Ellos son de mentes veloces / Ellos son dementes veloces.
- El dulce lamentar de dos pastores / El dulce lamen tarde dos pastores (Égloga I de Garcilaso de la Vega).[8]
- No se aburra / No sea burra

Ejemplo de anónimo:
- Más cara. / Máscara.
- Astro pesado. / Has tropezado.
- Barriendo. / Va riendo.
- Mediocre, si miento. / Medio crecimiento.
- Separará. / Se parará.

El calambur es utilizado para la construcción de acertijos como los siguientes:
- Fui al centro y vi unos zapatos y los compré ¿Qué compré? (los hilos).
- Blanca por dentro, verde por fuera, si quieres que te lo diga, espera (la pera).
- Oro parece, plata no es. ¿Qué es? (el plátano).
- Este banco está ocupado por un padre y por un hijo. El padre se llama Juan, el hijo ya te lo he dicho (Esteban).
- Dicen que son de dos, pero solo son de una (los dedos).
- No pienses en otras cosas, que las tienes en el mar, o las ves llegar furiosas, o las ves mansas llegar (las olas).
- ¿Os lo creeréis si os lo digo que esta es su capital? Pero no es esta, os lo digo, si no, ruega y lo sabrás (Oslo y Noruega).
- Y lo es, y lo es y no me lo adivinas en un mes (el hilo).
- Te la digo, te la digo, te la vuelvo a repetir; te la digo veinte veces y no la sabes decir (la tela).
- Ya ves, ya ves, tan claro que es. No me la adivinas de aquí a un mes (las llaves).
- Escriba, escriba y comprobará que mi nombre se lo he dicho ya (la criba).

- Yo, yo me subo, yo, yo me bajo; si lo adivinas eres muy majo (el yoyó).
- Vivo en el mar sin ser pez y soy siempre juguetón; nunca me baño en el Rin, pues soy el mismo del fin (el delfín).
- En un puerto hay tres barcos, uno es un crucero, otro un trasatlántico y el otro ya te lo he dicho (el yate).
- "Sí mona, así te quiero", un galán aseguraba y a su dama así le daba, astuto, su nombre entero (Simona).
- ¡Escapa, escapa!, que esto que te digo, aunque no te obligo, te abriga y te tapa (la capa).
- Míralo del derecho y del revés, viene y va; va y viene. Si taba no es. ¿Qué será? (el tábano).
- Yo tengo un ángulo recto y tres lados que me abarcan. Aunque no quieras creerlo, mi nombre completo es cuadra (la escuadra).
- Es puma, no es animal; flota y vuela... ¿qué será? (la espuma).
- Esto que estoy diciendo, es lo que yo te pregunto y serás un gran borrico si no lo dices al punto (el estoque).
- Lana sube, lana baja, los ladrones la trabajan (la navaja).
- ¿Qué será? ¿qué será? que en la mesa siempre está (la quesera)
- Si el enamorado fuera bien entendido / sabría el nombre de la dama / y el color de su vestido (Elena, morado).
- Hola, me llamo Enrique Cimiento (enriquecimiento)
- Una tienda de pan es una panadería. Una tienda de zapatos es una zapatería. Una tienda de quesos, ¿Qué sería? (quesería)
- Un chico y una chica van a casa, dos son sus hijos. ¿Cómo están ese chico y chica? (casados).
- Por un caminito va caminando un bichito y el nombre ya te lo he dicho (la vaca)
- Los pescadores van a la Cala, mares pescan ¿Qué pescan? (Calamares).
- ¿Sabes quién soy yo, sabes quién hoy día habló? (el diablo).